# Малая Ивановка (Черкасская область)
Малая Ивановка (укр. Мала Іванівка) — село в Уманском районе Черкасской области Украины.
Население по переписи 2001 года составляло 30 человек. Почтовый индекс — 20022. Телефонный код — 4745.

## Местный совет
20020, Черкасская обл., Христиновский р-н, с. Вербоватая